# Полудьяково
Полудьяково — деревня в городском округе Кашира Московской области.

## География
Находится в южной части Московской области на расстоянии приблизительно 15 км на юго-восток по прямой от железнодорожной станции Кашира.

## История
Известна с 1578 года как владение помещика Вальцова, в XVIII веке владел деревней П. И. Сонцов. В 1917 году отмечено 26 дворов, в 1995 — 9. В советское время работали колхозы «Новое Полудьяково», «Искра», им. Калинина, совхоз «Ледово». До 2015 года входила в состав сельского поселения Домнинского Каширского района.

## Население
Постоянное население составляло 25 человек (1763 год), 7 в 2002 году (русские 100 %), 18 в 2010.